# Haus Gosewinkel
Das Haus Gosewinkel ist eine abgegangene spätmittelalterliche Niederungsburg der Herren von Eickel nordwestlich des Stadtteils Eickel der westfälischen Stadt Herne.

## Geschichte
Die Familie von Eickel, der bereits 1358 durch Graf Dietrich von Limburg „die Wiese, der Gosewinkel genannt“, übertragen worden war, verließ ihren Stammsitz Haus Eickel um 1420 und errichtete hier einen neuen Wohnsitz. In der Folge nannte sie sich „von Eickel zum Gosewinkel“. Haus Gosewinkel kam durch Heirat oder Erbschaft in den Besitz der Familien von Hugenpoth (1527), von Asbeck zum Goor (1672) und 1697 an Konrad von Strünkede zu Dorneburg. Seine Witwe Elisabeth Sophia von Schwerin zu Altenlandsberg ließ Haus Gosewinkel um 1720 abtragen und schlug die Ländereien dem Besitz Dorneburg zu. Die Wälle und Gräben waren 1749 noch sichtbar, heute sind keine Reste mehr vorhanden. Die Gestalt der Burg ist unbekannt.